# Ваксевска котловина
Ваксевската котловина е малка котловина в Западна България, област Кюстендил, в историко-географската област Пиянец.
Котловината е оформена като долинно разширение на река Елешница (десен приток на Струма) и десният ѝ приток Речица между най-източните разклонения на Осоговска планина и най-северните – на Влахина планина. Има форма на обърната на север-североизток латинска буква „Y“ с дължина 4 – 5 км и ширина до 1 км. Климатът е преходно-континентален. Покрай двете реки почвите са алувиално-ливадни, а по склоновете на котловината – плитки, излужени канелени горски. На базата на тези два показателя (климатичен и почвен) е развито овощарството (сливи и ябълки), тютюнопроизводството и животновъдството.
Единственото населено място в нея е село Ваксево.
По цялата ѝ дължина, от север на юг, на протежение от 5 км преминава участък от третокласен път № 622 от Държавната пътна мрежа Невестино – Ваксево – ГКПП „Невестино“ – Делчево в Северна Македония. ГКПП „Невестино“ от българска страна и ГКПП „Делчево“ от македонска все още не са изградени. и преминаването на границата е невъзможно.

## Топографска карта
- Лист от карта K-34-70. Мащаб: 1 : 100 000.